# Ken Hyder
Ken Hyder (* 29. Juni 1946 in Dundee, Schottland, Vereinigtes Königreich) ist ein britischer Ethno-Jazzmusiker (Schlagzeug, Perkussion, Komponist).

## Leben und Wirken
Hyder begann als Jugendlicher zunächst unter dem Einfluss von Elvin Jones und Paul Motian mit dem Schlagzeugspiel. Er entdeckte das Potenzial der schottischen Folkmusik für den Jazz. Bereits Ende der 1960er stellte er die Gruppe Talisker zusammen, die regelmäßig im Little Theater Club Londons auftrat und sich dem Crossover von Free Jazz und keltischer Musik widmete. Er nahm mit der Band mehrere Platten auf und tourte durch ganz Europa. Später interessierte er sich auch für die Musik der Eskimos und für den Kehlkopfgesang, wie er in Tuwa praktiziert wird. Im Bardo State Orchestra, das auch Einspielungen mit Mönchen aus Tibet vornahm, arbeiteten Jim Dvorak, Marcio Mattos und er die energetischen Gemeinsamkeiten von freiem Jazz und tibetischer Musik überzeugend heraus. Daneben nahm er mit Maggie Nicols, mit Sainkho Namtchylak, mit Tim Hodgkinson und mit Elton Dean auf.

## Diskographische Hinweise
- Chyskyyrai, Tim Hodgkinson, Ken Hyder Siberia Extreme (Bandcamp 2019, rec. 2005)
- Ken Hyder, Vladimir Miller Cold Warm (eastov 2015)
- Hoots & Roots Life and Death (Ayler Records 2009) mit Maggie Nicols
- Shams Burghan Interference (Slam 2000) mit Tim Hodgkinson
- The Known Is in the Stone (Impetus 1998) mit Dave Brooks, Pete McPhail, Don Paterson, Marcio Mattos, Maggie Nicols
- Bardo State Orchestra Wheels within Wheels (Impetus Records 1996)
- Valentina Ponomareva, Ken Hyder, Tim Hodgkinson The Goose (Megaphone/Woof 1992)
- Talisker: Humanity (Impetus 1986, mit Davie Webster, Sylvia Hallett, Don Paterson, Olly Blanchflower)
- Ken Hyder's Talisker: The Last Battle (Vinyl 1979, mit John Rangecroft, Davie Webster, John Lawrence)
- Land of Stone (Japo 1977, mit John Rangecroft, Davie Webster, Ricardo Mattos, John Lawrence, Marcio Mattos sowie Brian Eley, Frankie Armstrong, Maggie Nicols, Phil Minton)
- Dreaming of Glenisla (Caroline/Reel Recordings, rec. 1974/75, mit John Rangecroft, Davie Webster, Marc Meggido, Lindsay Cooper)

## Schriften
- Black Sky, White Sky. Kindle, 2013
- How to Know  Spirit Music – Crazy Wisdom, Shamanism and Trips to the Black Sky. A Memoir. Kindle, 2014